# Castillo de Despeñaperros
El castillo de Despeñaperros, también conocido como castillo de San José, es un castillo construido en el siglo XIX en el casco antiguo de la ciudad española de Cartagena (Región de Murcia). Fue declarado Bien de Interés Cultural el 7 de agosto de 1997.

## Historia

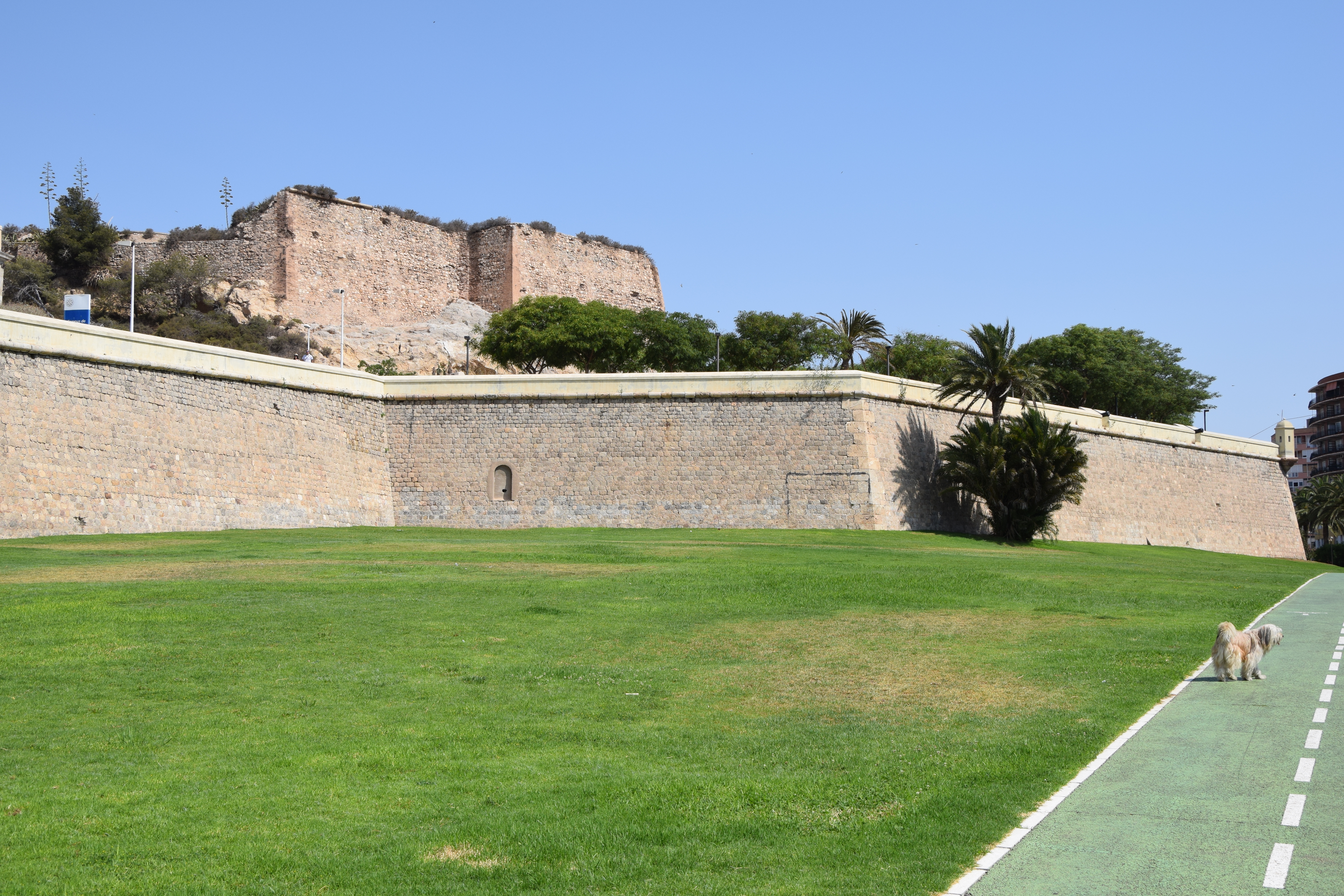
Vista del Castillo de Despeñaperros desde el exterior de la Muralla de Carlos III.

El monte Despeñaperros ha sido desde época histórica un destacable punto estratégico en consonancia con los promontorios cercanos, siendo por ello que se convirtió en la más oriental de las cinco colinas fundacionales cuando el general cartaginés Asdrúbal el Bello levantó Qart Hadasht. En periodo púnico fue construido un templo que colocó el monte bajo la advocación de Chusor, deidad de la mitología fenicia asociada a la pesca y la metalurgia, y al que Polibio en sus Historias equipara a Hefesto.
Durante la Edad Moderna, con las innovaciones en armas de fuego, se comprendió la utilidad del llamado entonces cabezo de la Cruz, de forma que fue incluido dentro del recinto amurallado de la ciudad a principios del siglo XVIII, en el contexto de la Guerra de Sucesión. En aquella misma centuria aparecen las murallas de Carlos III, situando las Puertas de San José en las faldas de Despeñaperros.
Llegado el siglo XIX empieza la fortificación del monte, tardía en comparación al resto de obras que se habían llevado a cabo, y que según el historiador local José María Rubio Paredes se hizo con motivo de la Guerra de la Independencia, cuando se montó una batería para cinco cañones con el objetivo de batir al castillo de los Moros en caso de que cayera en manos de los franceses, si bien en el breve asedio de 1812, los atacantes desistieron de asaltar Cartagena al comprobar sus sólidas defensas. El Diccionario de Madoz señala que en 1846 no se encontraba habilitado, pero más tarde, el Informe Medina del 24 de diciembre de 1859 refleja las reformas que para la fecha se habían realizado, y por las que quedó constituido como un verdadero fuerte capaz de dar cobijo a una guarnición.
A comienzos del siglo XX perdió su función militar cuando empezó el derribo de las murallas con objeto de facilitar el ensanche de la ciudad, durante la alcaldía de Ángel Bruna Egea. Ya en 1999 queda integrado en el proyecto del Barrio Universitario, de forma que se hace necesario desmontar parte del sector este de la colina.
La desatención del monumento ha sido objeto de denuncia por varias asociaciones, como Hispania Nostra, que lo incluyó en su Lista roja de patrimonio en peligro; o Daphne, que dirigió un escrito a la Dirección General de Bienes Culturales que fue respondido en marzo de 2015, conminando al Ayuntamiento de Cartagena a llevar a cabo labores de restauración en el mismo.

## Arquitectura
El castillo es una obra maciza y abaluartada que se eleva a una altitud de 55 metros sobre el nivel del mar, y fue edificado para cubrir con sus piezas de artillería el Hospital de Marina, el castillo de los Moros y las desaparecidas Puertas de San José, una de las tres entradas monumentales de Cartagena.
Los paramentos son en general planos y compuestos de mampostería. El interior del fuerte puede dividirse en dos perímetros: el inferior, donde se encuentran las habitaciones de los ocupantes de la posición y un depósito de agua, y el superior, el espacio que ocupaban los cañones, y en el que se han perdido cañoneras y parapetos a causa del abandono.